# Setge de Miravet
|  | Per a altres significats, vegeu «Setge de Miravet (1643)». |

El Setge de Miravet de 1090 fou una de les batalles de la campanya per a dominar de l'emirat de Balànsiya per Rodrigo Díaz de Vivar.

## Antecedents
El 1086, Al-Múndhir Imad-ad-Dawla, emir de Turtuixa i Dàniyya, rebia el suport de Berenguer Ramon II per capturar l'emirat de Balànsiya i obtenir la continuïtat territorial, estava sent fustigat per l'Emirat de Saraqusta, que tenia com aliat Rodrigo Díaz de Vivar, especialment actiu a la zona de Morella.
Alfons VI de Castella va conquerir Balànsiya el febrer de 1086 amb les tropes castellanes d'Àlvar Fáñez, que es quedà encarregat de la defensa perquè Yahya al-Qàdir hi pogués governar l'emirat de Balànsiya, on fou reconegut tret de Xàtiva, que fou assetjada. Al-Múndhir Imad-ad-Dawla amb el suport de mercenaris catalans, comandats per Guerau Alemany II de Cervelló van aixecar el setge, i Xàtiva passà a mans d'Al-Múndhir Imad-ad-Dawla i a continuació van atacar Balànsiya el 1086, defensada per Alvar Fáñez, però van haver de desistir. La invasió almoràvit i la derrota d'Alfons VI de Castella a la batalla de Sagrajas el 1086 provocà la marxa d'Àlvar Fáñez i els seus homes de Balànsiya, propiciant una oportunitat per Al-Múndhir Imad-ad-Dawla per capturar la ciutat, i amb els mercenaris catalans de Guerau Alemany II de Cervelló van tornar a atacar Balànsiya el 1087, però Yahya al-Qàdir va poder resistir al tortosí, que es va retirar després de quatre mesos de setge amb la condició de no lliurar la ciutat a Àhmad ibn Yússuf al-Mustaín i Rodrigo Díaz de Vivar, que renunciaren a la conquesta de la ciutat, El Cid es va instal·lar a Requena a l'espera dels esdeveniments, i atemorit per nous atacs, Yahya al-Qàdir va demanar suport a Alfons VI de Lleó, que, ocupat amb els almoràvits no va poder oferir ajut, i Àhmad ibn Yússuf al-Mustaín, l'emir de Saraqusta va enviar una expedició conjunta amb El Cid, apoderant-se de la ciutat, i com els cristians eren superiors en nombre, l'emir de Saraqusta es va retirar i el Cid va establir un protectorat sobre la ciutat.
Entre 1087 i 1089, El Cid va fer tributaris als monarques musulmans de l'Emirat d'Albarrasí i l'Emirat d'Alpont i el 1089, Al-Múndhir Imad-ad-Dawla i Berenguer Ramon II tornaren a intentar prendre la ciutat construint fortificacions a Lliria, el Puig i Quart, però el Cid va poderós exèrcit a Albarrasí, i els assetjants van emprendre la retirada.
En 1090 Rodrigo Díaz de Vivar surt d'Elx i s'apodera del castell de Polop, devastant tot el territori d'Oriola a Xàtiva i incorporant l'Emirat de Dàniyya al seu protectorat.

## El Setge
Rodrigo Díaz de Vivar va prendre el Castell de Mirabet el 1090, augmentant els seus dominis pel nord.

## Conseqüències
Al-Múndhir Imad-ad-Dawla, temerós que caigués sobre Turtuixa, va demanar ajuda Berenguer Ramon II de Barcelona, que com el mateix Alfons VI, tenien l'obligació de protegir els dominis d'al-Múndhir pel cobrament de paries. També va demanar el suport de Sanç Ramires, Ermengol IV d'Urgell i fins i tot del seu oncle Ahmed II Ibn Yusuf al-Mustain de Saraqusta, però només el comte de Barcelona va acceptar aliar-se amb el rei de Lleida. Al-Mustain II de Saragossa va avisar el Cid de la coalició que s'havia reunit per presentar batalla l'estiu del 1090 i l'exèrcit català fou derrotat en la batalla de Tébar i el comte de Barcelona, capturat.